# Duarte Souto Maior da Costa
Duarte Souto Maior da Costa, kurz Dom Duarte war Liurai (traditioneller, timoresischer Herrscher) von Manufahi im damaligen Portugiesisch-Timor.

## Leben
In dieser Zeit war die Oberhoheit Portugals über die Kolonie nur nominell. Die eigentliche Macht lag bei den Liurais, die die zahlreichen Kleinreiche beherrschten. Manufahi gehörte mit 42.000 Einwohnern zu den mächtigsten Reichen. Ab Mitte des 19. Jahrhunderts versuchte Portugal seine Kontrolle auszuweiten und führte Steuern ein, die zu zahlreichen Aufständen führte. Von 1895 bis 1900 kämpfte Dom Duarte zusammen mit seinem ältesten Sohn Boaventura im Krieg von Manufahi gegen die portugiesischen Kolonialherren.
1874 und 1894 hatte Dom Duarte noch die Souveränität des portugiesischen Königs offiziell anerkannt und die Zahlung von Abgaben (fintas) angeboten, hatte aber die Verpflichtung tatsächlich seit 1860 nicht erfüllt. 1895 zahlte er wieder nicht und verweigerte auch die Abstellung von 20 Mann für Fronarbeit. Dom Duarte ließ Gouverneur José Celestino da Silva mitteilen, dass Manufahi bereit sei, Handel mit den Portugiesen zu treiben und katholische Missionare zu empfangen, nicht aber seine Unabhängigkeit aufzugeben. Im August entsandte der Gouverneur daher einen Feldzug gegen Dom Duarte. Dom Duarte, vereinigte sich daraufhin mit den Herrschern aus Raimea (Raemean, Raimean) und Suai und weiteren Gebieten zum Widerstand durch einen Blutpakt. Noch bevor Celestino da Silva seine Truppen mobilisiert hatte, gelang es Dom Duarte im September 1895, eine Kolonne mit mehreren hundert in portugiesischem Dienst stehenden Soldaten zu schlagen und ihre Waffen zu erbeuten. Portugal schickte daraufhin eine Streitmacht mit 3000 Kämpfern. 50 Tage lang wurde gekämpft, ohne dass eine Seite den Krieg für sich entscheiden konnte. Die Regenzeit beendete vorerst die Kämpfe. Wieder erklärte Dom Duarte 1896 seine Bereitschaft die Fintas zu bezahlen und erlaubte auch die Errichtung eines portugiesischen Militärpostens auf seinem Territorium. Allerdings weigerte er sich in der Kolonialhauptstadt Dili dem Gouverneur den Treueschwur zu leisten.
Tatsächlich Dom Duarte zahlte bis September 1900 weiterhin seine Abgaben nicht und ließ auch keinen Stützpunkt der Portugiesen auf seinem Land zu. Gouverneur Celestino da Silva versammelte daher eine Streitmacht mit 100 Offizieren, 1500 Moradores und 12.300 timoresischen Kriegern. In drei Kolonnen zog man nun gen Süden gegen Manufahi und seine Verbündeten. Am 18. Oktober wurde Maubisse eingenommen, am 26. Oktober Letefoho. Vier Tage benötigte man, um Babulo zu besiegen. Dom Duarte verschanzte sich auf dem Berg Leolaco. Vom 6. bis zum 19. November zogen sich Angriffe und Gegenangriffe hin. Bei den Portugiesen brachen Pocken und Ruhr aus. Dom Duartes Männer waren an der Cholera erkrankt und litten an Wassermangel. Angesichts der drohenden Niederlage erklärte Gouverneur Celestino da Silva am 21. November, er wolle Gnade gewähren und kehrte zurück nach Dili. Dom Duarte dankte im Gegenzug zu Gunsten seines ältesten Sohnes Boaventura als Liurai ab. Für Celestino da Silva war dieser Kompromiss angesichts der Zähigkeit des timoresischen Widerstandes akzeptabel. Boaventura erhob sich 1907 und 1911 erneut erfolglos gegen die Portugiesen und führte mit der Rebellion von Manufahi einen der größten Aufstände in der portugiesischen Kolonialgeschichte überhaupt an.